# شلشینگ
شلشینگ (به آلمانی: Schleching) یک شهر در آلمان است که در بایرن واقع شده‌است.

## خصوصیات
شلشینگ ۴۵٫۱۷ کیلومترمربع مساحت دارد ۵۶۷ متر بالاتر از سطح دریا واقع شده‌است.